# Palazzo Ferro Fini

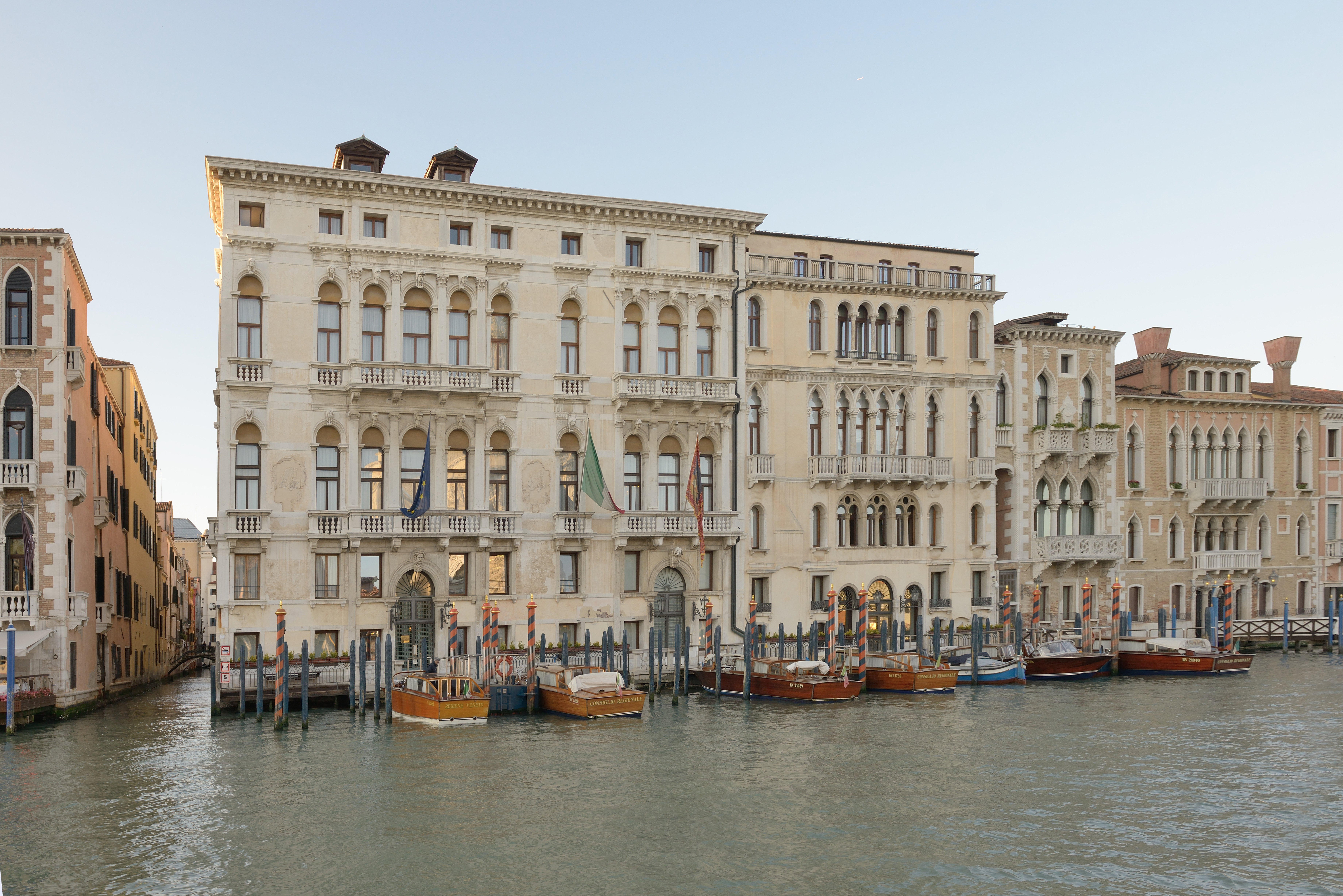
Palazzo Ferro Fini vom Campo della Salute aus

Der Palazzo Ferro Fini ist ein Palast in Venedig. Er liegt im Sestiere San Marco mit Blick auf den Canal Grande, etwa gegenüber der Kirche Santa Maria della Salute. Der Palast ist Sitz des Regionalparlaments der italienischen Provinz Venetien.

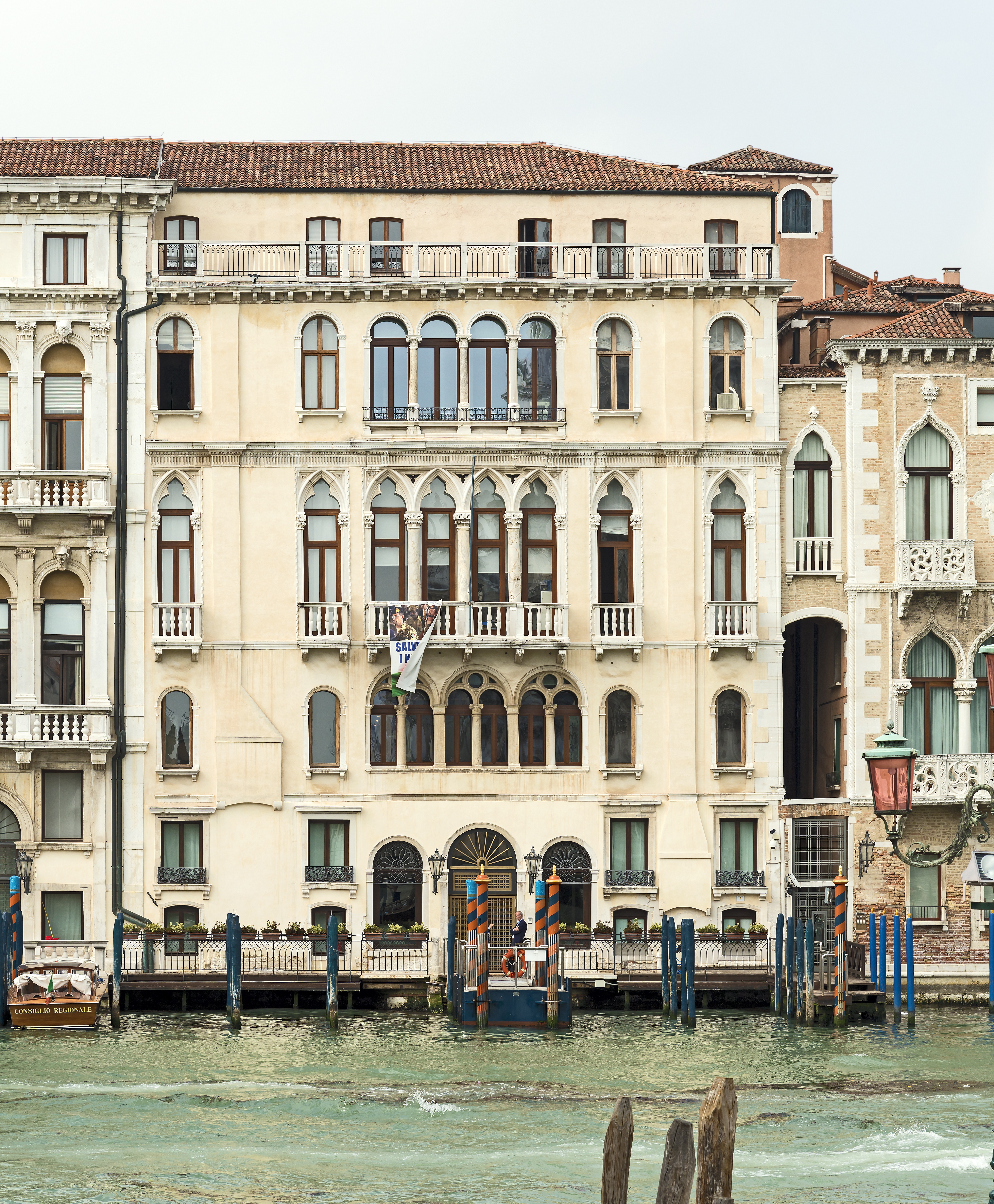
Fassade des Palazzo Manolesso Ferro

Der Palast besteht eigentlich aus zwei Bauwerken, nämlich dem Palazzo Flangini Fini und dem größeren Palazzo Manolesso Ferro. Auf dem Weg am Canal Grande in Richtung San-Marco-Beckens liegt der Palast auf der linken Seite hinter dem Palazzo Pisani Gritti, noch vor dem Palazzo Contarini Fasan.

## Geschichte
Der Palazzo Flangini Fini war seinerseits in zwei Gebäude unterteilt (ein größeres der Contarini und ein kleineres der Da Ponte), bevor der griechische Anwalt Tommaso Flangini 1638 beide kaufte und den Architekten Pietro Bettinelli mit dem Umbau betraute. Er hinterließ den Palast testamentarisch der griechischen Gemeinde Venedigs. 1662 kaufte ihn ein weiterer griechischer Anwalt, Girolamo Fini, der den Architekten Alessandro Tremignon mit der Vereinheitlichung der Fassade und der Komplettierung der Innenräume beauftragte.
Den Palazzo Manolesso Ferro kaufte der Doge Michele Morosini Ende des 14. Jahrhunderts. Dieser Palast kam 1740 an die Familie Ferro und von diesen durch Erbe an die Manolesso. In den 1860er-Jahren wurde daraus das Hotel „New York“.
Einige Jahrzehnte später kaufte die Reederfamilie Ivancich beide Paläste und vereinigte sie in ein Grand Hotel, das bis zum Zweiten Weltkrieg hohes Prestige besaß. 1972 ging es in den Besitz der Region Venetien über, die es lange und genau restaurieren ließ.

## Beschreibung
Der Palazzo Flangini Fini hat eine asymmetrische Fassade von majestätischem Klassizismus mit Mehrfach- und Einzelfenstern in beiden Hauptgeschossen, die mit Bögen und Schlusssteinen versehen sind. Von Bedeutung sind auch die Gesimse zwischen den Stockwerken und die Dachlinie.
Die Fassade des älteren Palazzo Manolesso Ferro kombiniert verschiedene Baustile: Das Mezzaningeschoss zeigt ein Dreifachfenster im Renaissancestil, im ersten Hauptgeschoss finden sich gotische Fenster mit Dreipassbögen, wogegen man im zweiten Hauptgeschoss mit Rundbögen zu klassizistischen Elementen zurückkehrte.
Die Restaurierung im Auftrag der Region Venetien zielte zum einen auf die Wiedererlangung der ursprünglichen Raumaufteilung ab, die über die Jahrhunderte je nach der unterschiedlichen Nutzung verändert worden war (z. B. das Atrium im Erdgeschoss, der Saal im ersten Hauptgeschoss, die Höfe), zum anderen auf die Anpassung des Komplexes an die neue Funktion als Sitz der Institution.
Die Innenräume des Gebäudes sind mit Fresken, Stuck und Muranoglas geschmückt. Die Decke des Büros des Präsidenten des Consiglio regionale zeigt ein Fresko mit mythologischem Thema von Pietro Liberi.